# Émile Borel
Félix Edouard Justin Émile Borel (7. ledna 1871, Saint-Affrique, Francie – 3. února 1956, Paříž) byl francouzský matematik a politik. V matematice se zabýval teorií míry, teorií pravděpodobnosti a teorií her. Byl poslancem francouzského parlamentu (1924-1936) a ministrem námořnictva (1925-1940).
Je po něm pojmenován malý měsíční kráter Borel.

## Život
Émile Borel vystudoval École normale supérieure v Paříži. V roce 1893 získal doktorát za práci Sur quelques points de la théorie des fonctions. Vedoucím jeho dizertační práce byl Gaston Darboux. Ještě téhož roku získal Borel místo na univerzitě v Lille a roku 1896 na École Normale Supérieure. Roku 1909 se stal profesorem teorie funkcí na Sorbonně a pracoval zde až do roku 1941. Mezi lety 1910 a 1920 byl zároveň ředitelem
École Normale Supérieure, od roku 1921 členem akademie věd a od roku 1934 jejím prezidentem.
Mezi lety 1924 a 1936 byl poslancem francouzského parlamentu a 1925-1940 ministrem námořnictva. Roku 1941 byl zatčen a krátce vězněn vichistickým režimem ale po propuštění se zapojil do francouzského hnutí odporu Résistance.

## Vědecká práce
Borel byl spolu s Bairem a Lebesguem jedním ze zakladatelů teorie míry a tím celé moderní teorie funkcí reálné proměnné. Zabýval se také aplikací teorie míry v teorii pravděpodobnosti. Svými články napsanými mezi lety 1921 a 1927 významně přispěl také k rozvoji teorie her. Teoreticky propojil hyperbolickou geometrii a speciální teorii relativity.

## Publikace

### Matematické texty
- Le Hasard (1913)
- L'éspace et le temps (1921)
- Traité du calcul de probabilité et ses applications (1924-1934)
- Les paradoxes de l'infini (1946)

### Politické texty
- La politique républicaine (1924)